# Sonora (Mato Grosso do Sul)
Sonora – miasto i gmina w Brazylii, w stanie Mato Grosso do Sul.